# لیوبان
شهر لیوبان (به روسی: Любань) در کشور روسیه و در اوبلاست لنینگراد واقع شده‌است.